# Alpy Noryckie

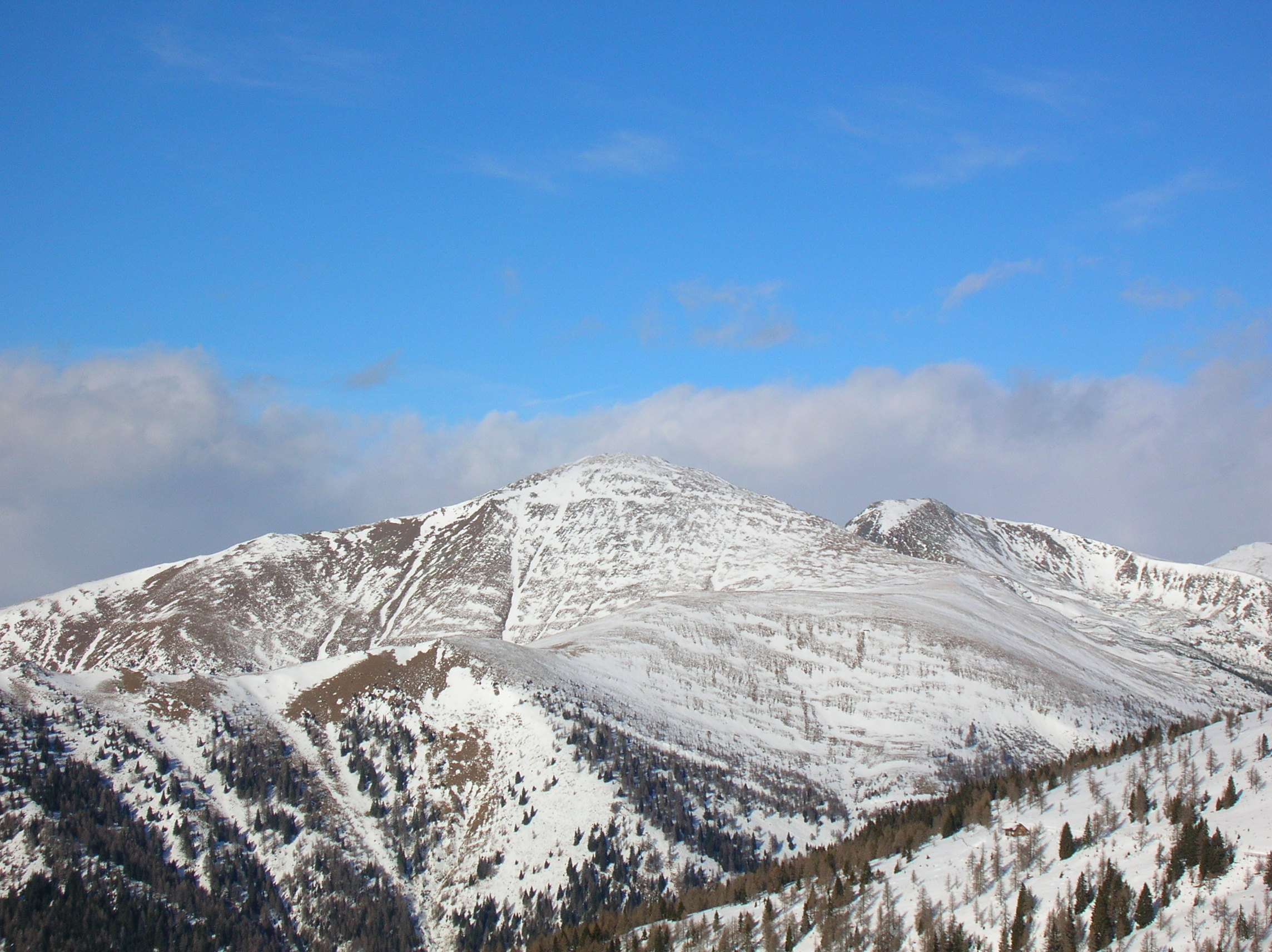
Rosennock

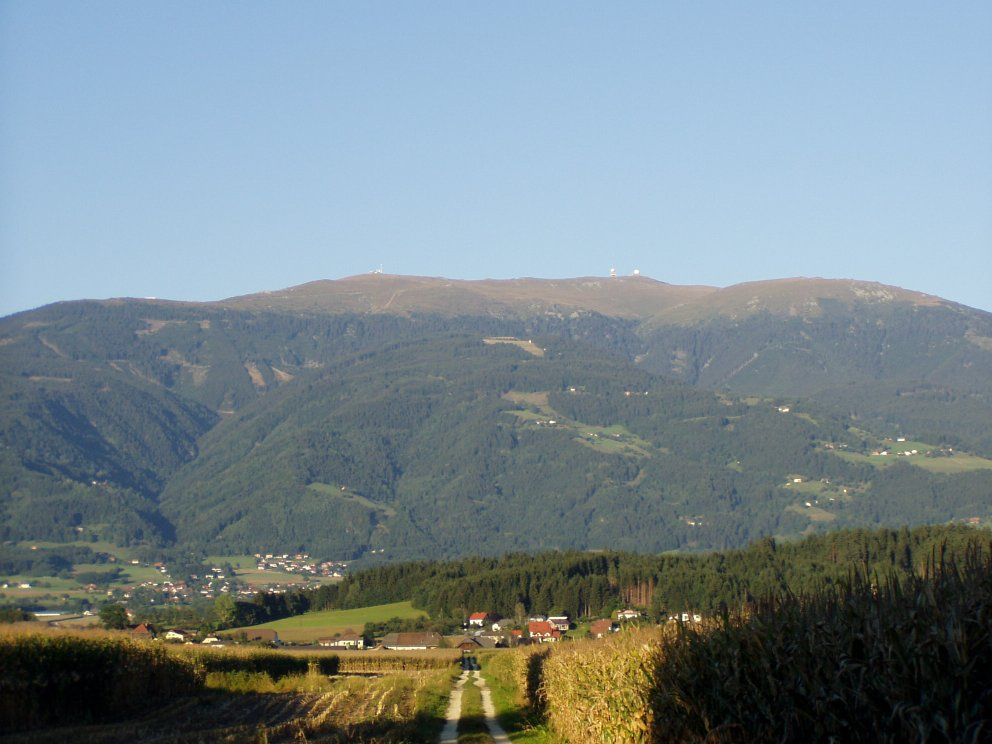
Koralpe

Alpy Noryckie (niem. Norische Alpen) – pasmo górskie w Alpach Wschodnich, w większości położone w Austrii w krajach związkowych Karyntia i Styria. Niewielka część znajduje się również na terenie Słowenii. Ich powierzchnia wynosi 9811 km². Leżą między doliną Drawy na południu i Mury na północy, na wschód od Wysokich Taurów. Swoje źródła mają tu rzeki Gurk i Lavant (dorzecze Drawy). Region w większości pokryty lasem.
Pasmo to dzieli się na Alpy Gurktalskie i Lavanttaler Alpen.
Najwyższe szczyty to:
- Eisenhut (2441 m),
- Rosennock (2440 m),
- Zirbitzkogel (2396 m),
- Scharfes Eck (2364 m),
- Kreiskogel (2306 m),
- Fuchskogel (2214 m),
- Wenzelalpe (2151 m),
- Großer Speikkogel (2140 m),
- Zirbitzkogel (2396 m),
- Wintertalernock (2394 m),
- Scharfes Eck (2364 m),
- Kreiskogel (2306 m),
- Fuchskogel (2214 m),
- Wenzelalpe (2151 m),
- Erslstand (2124 m).